# Kohei Kudo
Kohei Kudo (工藤 浩平, Kudo Kohei) est un footballeur japonais né le 28 août 1984. Il évolue au poste de milieu de terrain.

## Biographie
Kudo Kohei participe à la Coupe du monde des moins de 17 ans 2001 avec le Japon. Il dispute 3 matchs lors de cette compétition.
En club, il joue en faveur du JEF United Ichihara Chiba puis du Kyoto Sanga.

## Palmarès
- Vainqueur de la Coupe de la Ligue japonaise en 2005 et 2006 avec le JEF United Ichihara Chiba
- Finaliste de la Coupe du Japon en 2011 avec le Kyoto Sanga
- Championnat du Japon en 2015 avec Sanfrecce hiroshima